# Ínsula Barataria
La ínsula Barataria es uno de los lugares imaginarios que aparecen en el libro Don Quijote de la Mancha, de Miguel de Cervantes, y de la que Sancho Panza fue nombrado gobernador (Capítulos 45, 47, 49, 51 y 53 de la 2.ª parte del Quijote). 
Lo sucedido en esta ínsula se enmarca en el conjunto de aventuras que Don Quijote y su escudero corren con los duques, pareja representante de la nobleza española de la época, que les gasta innumerables bromas a los protagonistas.

## El término ínsula en el Quijote
La palabra ínsula es un latinismo que Cervantes utiliza para isla, el cual se usaba frecuentemente en los libros de caballerías para designar un lugar donde algunos caballeros ejercían su gobierno. Ya en el primer capítulo de la novela, se menciona ínsula cuando Don Quijote imagina al gigante Caraculiambro que viene a rendir pleitesía a la dama a quien Don Quijote ha elegido para sus amores caballerescos.
Posteriormente, en el capítulo 7, cuando Don Quijote se dispone a salir por segunda vez, y con objeto de convencer a Sancho Panza para que le acompañase, apunta el caballero que “tal vez le podía suceder aventura que ganase, en quítame allá esas pajas, alguna ínsula y le dejase a él [Sancho] por gobernador della”, lo cual, dicho sea de paso, resulta curioso y generoso por parte de Don Quijote, ya que, como se ha dicho, los caballeros se reservan el gobierno de la ínsula para sí mismos.

## Apariciones de la ínsula en el texto
En palabras del académico de la Lengua Martín de Riquer, con esta aventura se cumple "el mayor sueño y la suprema ambición de Sancho", lo que da muestras de la importancia de la Ínsula Barataria en el texto.
La tantas veces prometida ínsula en la que Sancho Panza podría ejercer su gobierno se materializa en la 2.ª parte del Quijote, en el contexto de las aventuras que se desarrollan con los duques (capítulos 30 a 57), esa otra pareja estrafalaria, retrato de una nobleza carente de escrúpulos, que conoce a la pareja protagonista por haber leído la primera parte del Quijote.
Esta pareja urde junto con sus sirvientes una serie de bromas, a cual más hilarante, con objeto de burlarse de Don Quijote y Sancho, quienes en este tiempo dejan de vagar por caminos y ventas para vivir en un entorno palaciego, indefinido y a ratos imaginario, como el caso del viaje en el caballo Clavileño hasta el reino de Candaya o la propia Ínsula Barataria.
En el capítulo 32, en el transcurso de una conversación con el eclesiástico de los duques, y tras haber reconocido a Sancho Panza como aquel a quien su amo tiene prometida una ínsula, el duque se adelanta a ofrecerle el gobierno de una que tiene desocupada, lo que motivó la marcha del eclesiástico de la casa de los duques, mientras no parara tal locura.
En este episodio del Quijote es Sancho Panza quien adquiere el protagonismo absoluto, se separa de su señor y se desenvuelve solo durante toda su estancia en la ínsula, aunque bien es cierto que Don Quijote le ha dado previamente abundantes consejos para su buen gobierno, los cuales, dicho sea de paso, son una muestra más de la influencia del humanismo erasmista en Cervantes. La novela se desdobla así en capítulos sobre el gobierno de Sancho en la ínsula (45, 47, 49, 51 y 53) y capítulos que narran lo sucedido a Don Quijote mientras está sin su escudero.

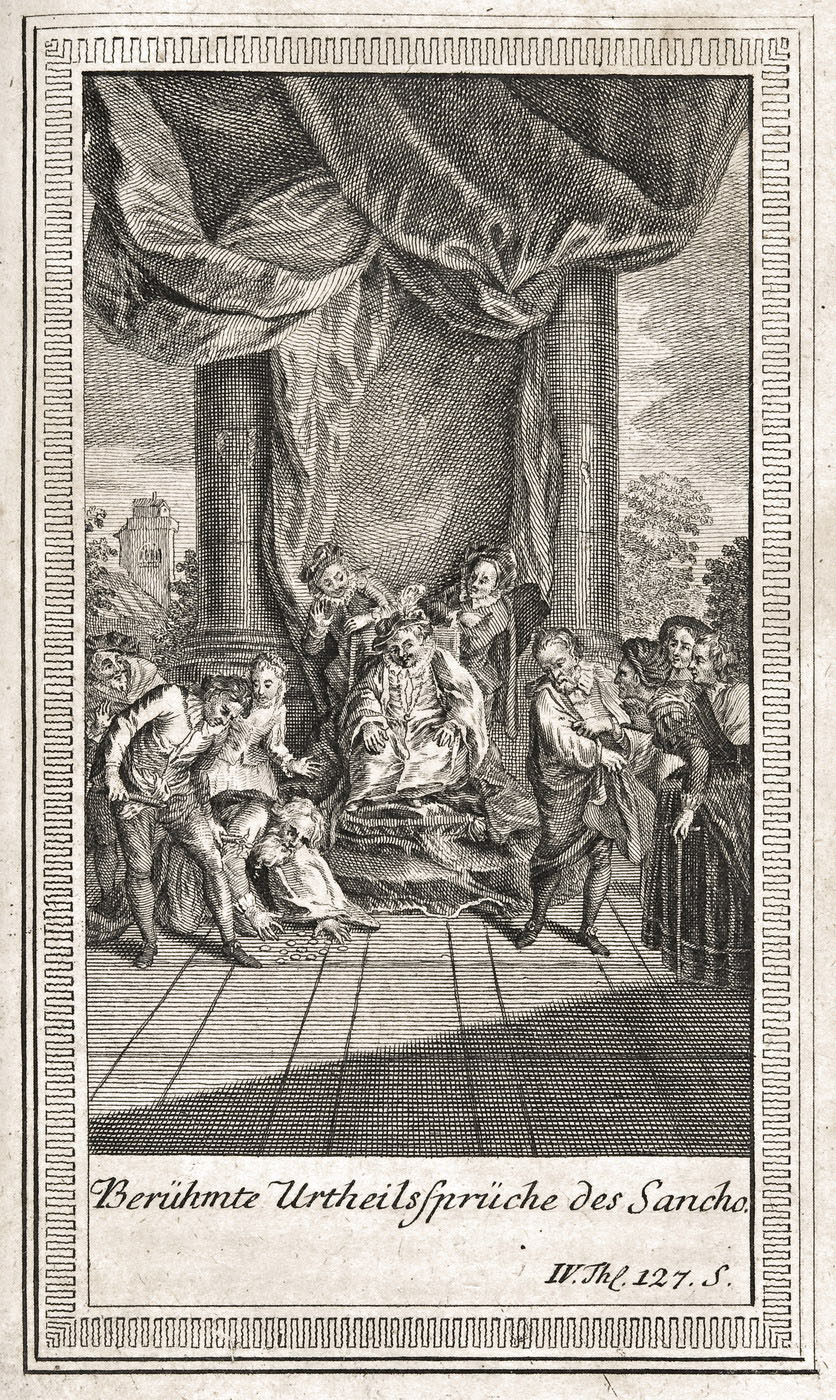
Sancho Panza ejerciendo de juez

En el capítulo 45, Sancho se ve obligado a juzgar diferentes casos, algunos comunes en la literatura universal, en los que demuestra ser un juez salomónico.
En el capítulo 47 se celebra un banquete, con presencia de un médico, algo habitual en las casas nobles españolas, con un gracioso diálogo entre Sancho y el médico, que pretende impedir que Sancho ingiera los manjares de la mesa. El capítulo termina con el caso del labrador que le pide al gobernador dinero para ayudar en la boda de su hijo, a lo cual Sancho responde echándolo inmediatamente de palacio.
En el capítulo 49, Sancho sale a hacer una ronda por la ínsula, con la intención de limpiarla "de todo género de inmundicia y de gente vagamunda, holgazanes y mal entretenida". Durante su paseo por la ínsula suceden varios episodios, en los que Sancho trata de favorecer a los pobres y demuestra sentido común.
El capítulo 51 comienza con una variante del caso del barquero y la verdad, que Sancho resuelve una vez más con gran sentido común y ecuanimidad, aplicando la máxima de en caso de duda, misericordia. Se produce posteriormente un intercambio de cartas con Don Quijote, consejos para el buen gobierno, por un lado, y relato personal de Sancho sobre sus experiencias como gobernador, resumen que refleja el sentir del buen Sancho tras su paso por la Ínsula Barataria.
Sin embargo, a pesar de su buen hacer, Sancho no acaba de sentirse cómodo como gobernador y en el capítulo 53 pone fin a su gobierno, tras una inverosímil batalla con unos supuestos invasores de la ínsula.
La mayoría de las pruebas a las que se ve sometido Sancho, incluida la invasión de la ínsula, son bromas organizadas por los duques, que, por otra parte, salen trasquilados de sus nada nobles intenciones, puesto que no consiguen el efecto deseado, ya que Sancho demuestra ser un gobernador con gran sentido de la justicia y la equidad.
En el capítulo 54, al poco de salir de la ínsula en su jumento, Sancho se encuentra con su antiguo vecino y amigo Ricote, a quien le confiesa que él no es bueno para gobernar "y que las riquezas que se ganan en los tales gobiernos son a costa de perder el descanso y el sueño y aun el sustento; porque en las ínsulas deben de comer poco los gobernadores, especialmente si tienen médicos que miren por su salud".